# Abi-Baʿal
Abi-Baʿal war ein Herrscher von Tyros im 10. Jahrhundert v. Chr. Möglicherweise begründete er die Dynastie, welche Tyros zu einer führenden Seehandelsmacht mit großem politischen Einfluss ausbaute.